# Archeotrekking
L'archeotrekking è una formula turistica, di recente individuazione, che facendo seguito allo sviluppo del turismo culturale e ambientale, abbina la scoperta delle bellezze culturali e artistiche del territorio all'escursionismo, attraverso la definizione di itinerari a piedi attraverso i quali sia possibile ricostruire la storia e le tradizioni della zona.